# 1953 في إيطاليا
فيما يلي قوائم الأحداث التي وقعت خلال عام 1953 في إيطاليا.

## سياسة

### تعيين في المنصب
- 17 أغسطس – أنطونيو سينيي Italian Minister of Education, Universities and Research ‏.

### انتهاء فترة المنصب
- 20 فبراير – فرانشيسكو سافيريو نيتي عضو مجلس الشيوخ الإيطالي.
- 29 أبريل – ألتشيدي دي غاسبيري minister of Italian Africa ‏،وزير الخارجية، رئيس وزراء إيطاليا.
- 16 يوليو – أمنتوري فانفاني Italian Minister of Agriculture ‏.

## مواليد

### يناير
- 1 يناير – لورا فيراريز فيزيائية إيطالية.

### فبراير
- 9 فبراير – فيتو أنتوفيرمو
- 19 فبراير – أتيليو بيتيغا
- 19 فبراير – كورادو بارازوتي لاعب كرة مضرب إيطالي.
- 19 فبراير – ماسيمو ترويزي
- 20 فبراير – ريكاردو شيلي موزع إيطالي.

### أبريل
- 1 أبريل – ألبيرتو زاكيروني لاعب كرة قدم إيطالي.

### مايو
- 15 مايو – فرانكو سلفادجي لاعب كرة قدم إيطالي.
- 17 مايو – لوكا برودان موسيقي أرجنتيني.
- 25 مايو – غايتانو شيريا لاعب كرة قدم إيطالي.
- 26 مايو – باولو بيانكي لاعب كرة سلة إيطالي.
- 29 مايو – روبيرتو أنتونيللي لاعب كرة قدم إيطالي.

### يونيو
- 9 يونيو – انطونيو بيركاسي لاعب كرة قدم إيطالي.

### أغسطس
- 5 أغسطس – ستيفانو بيليجريني لاعب كرة قدم إيطالي.
- 19 أغسطس – ناني موريتي
- 20 أغسطس – روميو ساكتشيتي
- 25 أغسطس – موريزيو ملفيستيتي

### سبتمبر
- 6 سبتمبر – جيانباتيستا بارونتشيلي درّاج طريق إيطالي.
- 22 سبتمبر – ماوريتسيو ماسيمياني متسابق دراجات نارية إيطالي.

### أكتوبر
- 14 أكتوبر – ألدو مالديرا لاعب كرة قدم إيطالي.

### نوفمبر
- 17 نوفمبر – ندى مالانيما
- 22 نوفمبر – كلاوديو غراتسيانو ضابط إيطالي.
- 23 نوفمبر – فرانسيس كابريل

### ديسمبر
- 30 ديسمبر – دييجو ديلا فالي ملياردير إيطالي ومالك نادي فيرونتينا لكرة القدم..

## وفيات

### فبراير
- 20 فبراير – فرانشيسكو سافيريو نيتي (مواليد 1868)

### يونيو
- 30 يونيو – بييترو جازيريا (مواليد 1879)

### أكتوبر
- 25 أكتوبر – روبرت فينولا (مواليد 1882) فنان أمريكي.